# Ezio Auditore
Ezio Auditore da Firenze è un personaggio immaginario appartenente alla serie videoludica di Assassin's Creed.

## Biografia

### Infanzia e gioventù
(Ezio a Vieri de'Pazzi)
Ezio Auditore nacque a Firenze il 24 giugno 1459, da Giovanni Auditore e Maria Auditore (nata Mozzi); fu il secondogenito, nato dopo Federico, e dopo di lui nacquero la sorella Claudia e il fratello Petruccio. Fino all'età di 17 anni Ezio visse fra lusso e agiatezze, all'interno della nobiltà fiorentina, facendo apprendistato presso Giovanni Tornabuoni, presumibilmente per prendere più avanti il comando della banca di famiglia. Nel 1476, incontrò Cristina Vespucci, cugina del noto navigatore fiorentino e destinata a diventare una figura portante nella sua vita (la sua figura e il legame con Ezio vengono meglio approfonditi in Assassin's Creed: Brotherhood). Sempre nel 1476, Ezio e suo fratello Federico ebbero una disputa con Vieri de' Pazzi e durante una rissa rimase ferito al labbro da un sasso scagliato da Vieri, che gli procurò la famosa cicatrice.
Dopo la scaramuccia, Ezio si recò alla vicina casa della sua amata a trascorrere la notte. La mattina dopo, il padre di Cristina li colse in flagrante, costringendo Ezio alla fuga. Tornato a palazzo Auditore, il padre, dopo averlo ripreso a causa della scaramuccia con Vieri, gli disse di recarsi da lui in seguito per un incarico da affidargli. Dopo aver aiutato i fratelli minori, di ritorno al palazzo, Ezio accompagnò la madre Maria a recuperare dei quadri commissionati ad un giovane Leonardo da Vinci, con il quale Ezio strinse amicizia, che poi nel tempo si rivelerà molto importante nella sua vita.
Aiutata la madre, ad Ezio fu affidato dal padre il compito di consegnare due lettere e prelevarne una terza da una colombaia non lontana dal palazzo. Dopo aver terminato le commissioni, vedendo delle guardie correre per la strada, Ezio tornò a casa: era stata messa a soqquadro, mentre il padre e fratelli erano scomparsi e la madre e la sorella erano nascoste. Saputo dalla governante Annetta che le guardie avevano arrestato Giovanni e i figli, Ezio si diresse verso Palazzo della Signoria, dove erano detenuti. Scalatolo, riuscì a parlare con il padre attraverso la finestra della prigione: egli lo incaricò di trovare un baule nascosto in una stanza segreta, prenderne il contenuto, e consegnare una lettera a Uberto Alberti. Così facendo, Ezio riuscì a trovare le vesti del padre, una spada, una lama e una polsiera avvolti da una pergamena, oltre alla lettera da consegnare. Ezio così scoprì che il padre era in segreto un Assassino, tuttavia riuscì a consegnare i documenti ad Alberti, che gli assicurò il rilascio della famiglia.
Il giorno seguente, Ezio si recò in Piazza della Signoria, dove Uberto presiedeva il processo agli Auditore, che sostenevano la propria innocenza, citando i documenti consegnati ad Alberti la sera precedente. Tuttavia, egli finse di non saperne nulla, e si procedette all'impiccagione di Giovanni, Federico e Petruccio. Mentre tentava di avvicinarsi freneticamente a Uberto, fu fermato dalle guardie, a cui venne ordinato di ucciderlo, ma grazie ad uno dei compagni di Giovanni, un ladro, riuscì a sfuggire alle guardie e, alcune ore dopo, raggiunse Cristina, a cui chiese di accompagnarlo a dare l'ultimo saluto alla sua famiglia. Arrivati in piazza, videro i corpi ormai deposti e scoprirono che stavano per essere gettati nell'Arno. Ezio quindi trasportò i corpi su una barca, che incendiò e lasciò alla deriva. La mattina seguente, Ezio incontrò Annetta, che gli disse di incontrarsi a casa della sorella, Paola, matrona di un bordello di Firenze, La Rosa Colta.
Paola, che all'insaputa di Ezio era anch'ella un'assassina, accettò di assistere Ezio nelle sue brame di vendetta, insegnandogli come mescolarsi tra la folla per passare inosservato. Terminato l'addestramento, lo indirizzò verso la bottega di Leonardo per riparare la lama celata del padre. Leonardo, grazie alla pagina del Codice ritrovata nel baule, riuscì a ripararla e gliela restituì. Improvvisamente arrivò una guardia che interrogò e picchiò Leonardo per avere informazioni su Ezio, ma quest'ultimo difese l'amico accoltellando la guardia alle spalle.
Ezio tornò da Paola, che gli disse che Uberto sarebbe stato presente alla mostra del Verrocchio, nel chiostro di Santa Croce. Arrivatoci, Ezio attaccò in un impeto di rabbia Uberto, pugnalandolo al petto più volte, proclamando che gli Auditore non erano morti. Riprese quindi i documenti dati ad Uberto due giorni prima, insieme ad una lettera in cui Uberto ammetteva alla sua famiglia di aver giustiziato gli Auditore dopo l'offerta di soldi e terreni, così Ezio fece in modo che la moglie la ricevesse.

### Caccia ai congiurati
Ezio, diventato quindi l'uomo più ricercato di Firenze, lasciò la città con la madre e la sorella nella speranza di poter partire per la Spagna, dopo un breve soggiorno nella villa di famiglia situata nel borgo di Monteriggioni. Durante il viaggio, prima di raggiungere il borgo, i tre vennero bloccati da Vieri de' Pazzi e dai suoi uomini, che vennero però fermati dallo zio di Ezio, Mario Auditore, e dai suoi mercenari. Egli informò il nipote dell'esistenza degli Assassini e tentò di coinvolgerlo nell'Ordine rivelandogli che i suoi antenati, incluso Giovanni, ne facevano parte.
Ezio rifiutò, continuando con l'obiettivo di portare la sua famiglia al sicuro in Spagna. Mario quindi si diresse a San Gimignano, dove Vieri de' Pazzi si era stabilito, nella speranza di diminuire i continui attacchi dell'esercito a Monteriggioni. Riconoscendo che anche la sua presenza era causa dei continui scontri con Vieri, Ezio raggiunse lo zio, e riunitisi fuori dalla città prepararono l'assalto, aspettando la notte. Inoltratosi nella città, Ezio osservò un incontro tra Rodrigo Borgia, Jacopo de' Pazzi, Francesco de' Pazzi e Vieri. Durante l'attacco, Ezio ne approfittò per sfidare a duello Vieri sulle mura della città. Dopo averlo ucciso lo insulta subendo i rimproveri dello zio.
Tornò a Firenze nel 1478 per raccogliere informazioni dalla Volpe (altro stretto collaboratore del padre) e prevenire la riuscita della congiura dei Pazzi, che prevedeva la morte di Lorenzo e Giuliano de' Medici e la presa di potere dei Pazzi stessi. Il 26 aprile, durante la messa presso la chiesa di Santa Maria del Fiore, Francesco de' Pazzi e altri congiurati riescono ad assassinare Giuliano e a ferire Lorenzo. Ezio dopo aver impedito l'uccisione di Lorenzo lo scortò presso il suo palazzo, dove apprese da Poliziano la posizione di Francesco de' Pazzi, che stava attaccando Palazzo della Signoria.
Mentre le truppe dei Pazzi e quelle medicee combattevano per le strade, Ezio inseguì e uccise Francesco. Scoperto che i congiurati dei Pazzi si erano rifugiati nelle campagne toscane nella zona di San Gimignano, Ezio riuscì con l'aiuto dei mercenari dello zio, ad eliminare Antonio Maffei, Stefano da Bagnone, Bernardo Baroncelli e Francesco Salviati, ricevendo da loro informazioni sul nascondiglio di Jacopo de' Pazzi. Dopo averlo pedinato fino ad un antico teatro, spiò l'incontro tra Jacopo, Rodrigo Borgia e un mercante veneziano, Emilio Barbarigo. Dopo aver pugnalato Jacopo per il suo fallimento a Firenze, Rodrigo fece catturare Ezio, sapendo della sua presenza, ma egli riuscì a liberarsi dei soldati per poi dare il colpo di grazia a Jacopo.
Con la fine della congiura dei Pazzi, Ezio tornò da Lorenzo nel 1480, annunciandogli il suo successo. Prima di partire verso Venezia, Lorenzo gli fece un dono: la Cappa medicea, che gli garantiva l'indulgenza delle guardie fiorentine. Ezio si recò quindi alla bottega di Leonardo, scoprendo che anche lui era in partenza. Dopo averlo incontrato sugli Appennini, Ezio lo accompagnò lungo la strada, dove si dovettero però separare a causa di un attacco di Rodrigo.
I due si rincontrarono in un porto in Romagna, ma Ezio non poteva salpare per Venezia perché sprovvisto di lasciapassare. Nello stesso momento, si sentirono gli urli di una donna, rimasta intrappolata su uno scoglio. Ezio si affrettò a salvarla: era la contessa Caterina Sforza, che convinse così il capitano a far imbarcare Ezio. A Venezia, Ezio e Leonardo vennero accolti da un uomo chiamato Alvise, che li accompagnò a fare un giro della città.
Arrivati alla nuova bottega di Leonardo, Ezio si recò a Palazzo della Seta in cerca di un modo per uccidere Emilio Barbarigo. Nello stesso momento, un gruppo di ladri arrivò, distraendo le guardie, mentre una ragazza scalava il palazzo. La ragazza, di nome Rosa, venne però colpita da un arciere, così Ezio la portò in salvo con l'aiuto di un ladro, Ugo. Alla Gilda dei Ladri di Venezia, Ezio conobbe Antonio, il loro capo, con cui pianificò l'omicidio di Barbarigo: il piano, lungo quattro anni, prevedeva l'infiltrazione di Ezio a palazzo. Ezio poté quindi origliare un discorso tra Emilio e un funzionario del governo, Carlo Grimaldi, membro del Consiglio dei X, che discutevano su un incontro. Ezio, dunque, uccise Emilio. Pedinato Carlo all'incontro dei Templari del giorno dopo, Ezio scoprì che essi tramavano di avvelenare il doge Giovanni Mocenigo. Avvertito Antonio, i due cercarono un modo per entrare nel Palazzo Ducale, ma invano. Scoraggiato, Antonio affermò che solo un uccello sarebbe potuto entrare, il che ricordò ad Ezio la Macchina volante di Leonardo, vista nel viaggio degli Appennini. Dopo una prova di volo e vari insuccessi, Leonardo gettò un foglio nel camino, osservandolo sospeso in aria dal calore. Intuì che per far volare a lungo Ezio, ci voleva il fuoco.
I ladri di Antonio procedettero ad appiccare i falò in tutta la città, dando quindi ad Ezio la spinta necessaria per volare fino a Palazzo Ducale. Tuttavia, Ezio arrivò troppo tardi per il doge, che era già stato avvelenato. A quel punto, Carlo fuggì, accusando Ezio dell'accaduto, che lo raggiunse e lo uccise. Alla morte di Grimaldi, Ezio divenne l'uomo più ricercato di Venezia.
Un anno dopo, nel 1486, Ezio tornò alla bottega di Leonardo per chiedergli una maschera carnevalesca e dargli la pagina del Codice di Carlo, che conteneva i progetti di una pistola. Leonardo gli disse che poteva incontrare Antonio per discutere del nuovo doge Templare nel bordello di Sorella Teodora. Arrivato a La Rosa della Virtù, i tre discussero sull'assassinio del nuovo doge Marco Barbarigo, capendo quindi che l'unica via sarebbe stata vincere una maschera d'oro nei Giochi di Carnevale per entrare al ballo privato del doge. Ezio riuscì nell'intento, ma i giudici, corrotti, assegnarono il premio a Dante Moro, guardia del corpo di Marco e di Silvio Barbarigo. Ezio riuscì comunque a sottrargli la maschera, e, una volta entrato al ballo, ad uccidere Marco con la nuova arma.
Il giovane Auditore rintracciò Barbarigo e Moro, che avevano occupato l'Arsenale con un esercito di mercenari. Avendo bisogno uomini, Ezio cercò l'aiuto del generale Bartolomeo d'Alviano, che però, assieme ai suoi, era stato catturato da Silvio in seguito a un attacco al suo quartier generale. Ezio localizzò e liberò Bartolomeo e i suoi soldati; quindi venne aiutato nell'uccisione di Silvio. Avendo bisogno di far uscire i mercenari di Silvio dall'Arsenale, Ezio vi sparse attorno i soldati. A quel punto, dopo aver lanciato un segnale, i mercenari crearono scompiglio nell'Arsenale, ed Ezio poté quindi uccidere Dante e Silvio. Prima di morire, i due rivelarono che l'obiettivo finale dei Templari era in realtà quello di imbarcarsi per Cipro, per motivi che rimarranno ignoti a Ezio.

### Primi anni da assassino
Il 24 giugno 1488, giorno del suo ventinovesimo compleanno, dopo aver saputo dell'arrivo di una nave templare, Ezio attese e pedinò un corriere dei Templari sceso dalla nave, che aveva con sé un Frutto dell'Eden. Ezio poté prenderne l'identità, portando il Frutto dell'Eden a un incontro con Rodrigo Borgia. Finalmente in grado di scontrarsi con il responsabile della morte di suo padre e dei suoi fratelli, Ezio criticò il Gran Maestro dei Templari per la mancata apparizione del presunto "profeta" descritto nel Codice, così egli asserì di esserlo. Durante la battaglia, Rodrigo, in difficoltà, chiamò in suo aiuto le guardie.
Quando Ezio si trovò in difficoltà, intervennero tempestivamente Mario Auditore, Antonio, Paola, Teodora, La Volpe e Bartolomeo, riuscendo a far fuggire Rodrigo, e rivelando ad Ezio che tutti loro erano degli Assassini. Con l'arrivo di Niccolò Machiavelli, che disse a Ezio che era lui il "profeta", e che nel corso degli anni avevano tutti aiutato Ezio per introdurlo nell'Ordine degli Assassini. Quella notte si incontrarono di nuovo, ed Ezio venne formalmente introdotto nell'Ordine tramite il marchio sull'anulare sinistro.
Dopo la battaglia a Venezia, gli Assassini esaminarono la Mela al laboratorio di Leonardo. Dopo essersi attivata con il tocco di Ezio, gli Assassini compresero la sua potenza e pericolosità, e decidono di custodirla a Forlì, governata dall'alleata Caterina Sforza. Ezio e Machiavelli vi si recarono venendo accolti in periferia da Caterina stessa. Tuttavia, incorsero in un attacco dei fratelli Ludovico e Checco Orsi.
Aperte le porte della città, Ezio fece entrare Caterina e Niccolò. I tre arrivano quindi alla Rocca di Ravaldino, dove scoprirono che i figli di Caterina, Ottaviano e Bianca, erano stati presi in ostaggio. Salvata Bianca Riario da alcune guardie ed il fratello Ottaviano da Ludovico Orsi, Ezio ritornò vittorioso a Forlì. 
Lì scoprì che Checco Orsi si era impadronito della Mela dell'Eden, perciò lo raggiunge fuori delle porte della città e lo giustizia, ricevendo però una pugnalata. Prima di svenire per la ferita, Ezio intravede un monaco raccogliere la Mela. Le guardie cittadine trovarono poi Ezio accanto al cadavere di Checco, e lo riportarono a Forlì, dove venne accudito da Caterina. Ripresi i sensi, Ezio le spiegò rapidamente di aver visto quell'uomo dagli abiti scuri e con un dito mancante prendere la Mela. Lei lo riconobbe come un monaco, e indirizzò Ezio a cercare in un convento fuori città. Arrivato, Ezio vi trovò invece il fratello O'Callahan, che gli consigliò di cercare a San Vincenzo, al centro di Forlì. Una volta arrivato, venne riconosciuto da un monaco come l'uccisore di Stefano da Bagnone. Il monaco tentò di fuggire, ma una volta convintosi che Ezio non gli avrebbe fatto del male, gli rivelò il nome del monaco: Girolamo Savonarola.
Nel 1491 a Ezio fu richiesto in un incontro con Antonio. Raggiunto Antonio, Ezio scoprì che lui e Luis Santangel avevano bisogno di aiuto. Cristoforo Colombo, amico di Luis, doveva incontrare Rodrigo Borgia, interessato ai suoi piani di navigazione verso Ovest. Luis sospettò un inganno e chiese a Ezio di aiutare Cristoforo: sul luogo, Ezio scoprì effettivamente la trappola. Cristoforo venne salvato con successo. Ezio si recò, quindi, in Spagna, per salvare alcuni alleati dall'Inquisizione spagnola, comandata da Tomas Torquemada. Tra le città di Barcellona, Granada e Saragozza scoprì un complotto dei Templari per navigare verso Ibn al Tar il nuovo mondo. Ezio non riuscì ad eliminare Torquemada, ma aveva protetto nuovamente la gilda dall'intervento dei nemici. Le vicende trattate sono raccontate in Assassin's creed 2: Discovery.
Dopo la morte di Lorenzo de' Medici nel 1492, Savonarola prese facilmente il controllo di Firenze con la Mela dell'Eden. Privò quindi il popolo fiorentino delle loro proprietà personali e delle opere d'arte, obbligandoli a vivere in povertà. Per fare ciò, bruciò tutto ciò che era correlato al Rinascimento nei Falò delle Vanità.
Ezio, ritornato a Firenze, e Machiavelli cercarono quindi di fermare il governo con l'aiuto dei loro alleati in città, Paola e La Volpe. Ezio iniziò ad eliminare i luogotenenti e seguaci di Savonarola, mentre Niccolò, Paola e La Volpe organizzarono una rivolta popolare. Dopo aver ucciso i seguaci di Savonarola, il popolo, arrabbiato col monaco, si recò nel 1498 a Palazzo Pitti, residenza di Savonarola, reclamando la fine dei falò. Savonarola tentò allora di bloccare la folla con la Mela, ma Ezio, lanciandogli un pugnale, gli colpì la mano, facendogli cadere la Mela. Tuttavia, questa venne presa da un soldato dei Borgia, rivali di Savonarola. Ezio lo inseguì e si riprese il Frutto dell'Eden; Savonarola fu intanto catturato e condannato al rogo in Piazza della Signoria. Tuttavia, Ezio decise che nessuno avrebbe meritato di morire in quel modo: salì quindi sul palco e pugnalò Savonarola alla gola. Poi, guardando la folla, sbalordita, tenne un discorso, invitando tutti a seguire la propria strada, e a scegliere ciò che è giusto o sbagliato da sé, senza perdere la propria libertà.

### Guerra contro i Borgia
Nel dicembre 1499, Ezio, oramai diventato un uomo adulto, e gli Assassini, si rincontrarono a Villa Auditore, con la Mela dell'Eden e con il Codice finalmente completato. Combinando i due oggetti, scoprirono che la posizione della Cripta era Roma, sotto al Vaticano. Sfortunatamente, Rodrigo Borgia divenne papa nel 1492, ottenendo quindi l'accesso ad un altro Frutto dell'Eden, il Bastone. Per nulla scoraggiato, Ezio partì per Roma con l'obiettivo di ucciderlo.
Combattendo contro le guardie per tutto il Passetto di Borgo, Ezio riuscì a infiltrarsi all'interno della Cappella Sistina, dove Rodrigo stava celebrando la Messa. Prima di essere ucciso, Rodrigo riuscì ad utilizzare il Bastone per respingere Ezio, sprigionando la sua energia nella stanza. Tuttavia, Ezio ne rimase immune, grazie alla Mela: la afferrò, e, come Al Mualim nella battaglia contro Altaïr, creò delle sue copie illusorie, e i due si fronteggiarono. Durante il combattimento, però, Rodrigo riuscì a lanciare di nuovo Ezio per terra e ad ottenere la Mela. Rodrigo sollevò poi, grazie al Bastone, Ezio, e lo pugnalò all'addome, per poi lasciarlo svenuto mentre si recava alla Cripta. Ezio, ripresa conoscenza, irruppe nella Cripta e vide Rodrigo tentare invano di aprire la porta. Lanciando le sue armi a terra, Ezio lo fronteggiò in uno scontro alla pari, ma, poiché ucciderlo non gli avrebbe restituito la famiglia, alla fine lo risparmiò.
Entrato nella Cripta, Ezio si stupì alla vista di un ologramma di una donna che si identificava come "Minerva", un membro di Coloro che vennero prima. Ezio rimase ulteriormente confuso quando l'ologramma si rivolse ad un uomo invisibile, chiamato Desmond, prima di sparire. Quanto riportato sinora, ad eccezione, beninteso, della spedizione in Spagna, è raccontato nel videogioco Assassin's Creed II.
Dopo essere uscito dalla Cripta, nel gennaio 1500, Ezio fece ritorno a Monteriggioni con suo zio, che lo aiutò fuggire da Roma. Durante il viaggio, Ezio gli parlò del suo incontro con Minerva, e delle cose che aveva detto, tranquillizzandosi al pensiero che le sue battaglie erano giunte alla fine. Quella sera, Ezio parlò dei fatti della Cripta anche con Machiavelli, la sorella, la madre, e Caterina Sforza, venuta a Monteriggioni per cercare sostegno contro l'esercito pontificio, che marciava su Forlì. Machiavelli rimproverò Ezio per aver risparmiato Rodrigo, e partì velocemente per Roma. Quella notte, Ezio riposò nella sua stanza, in compagnia di Caterina.
La mattina seguente, Cesare Borgia, figlio di Rodrigo, capitano generale delle forze e Templare di alto rango, assediò Monteriggioni. Prendendo di sorpresa gli Assassini, le forze di Cesare distrussero gran parte del borgo, prima che Ezio potesse raggiungere i cannoni e rispondere al fuoco, distruggendo gran parte dell'equipaggiamento dell'esercito. Gli sforzi di Ezio salvarono solamente alcuni cittadini, e Cesare riuscì ad entrare comunque nel borgo, portando con sé Mario e Caterina. Ezio li rincorse sui tetti nel vano tentativo di salvarli, ma venne colpito da alcuni archibugieri, che lo fecero cadere a terra. Allo stesso tempo, Cesare "invitò" Ezio a Roma, sparando e uccidendo Mario.
Ezio, ripresa conoscenza, continuò a combattere tra le strade, aiutato dai mercenari dello zio. Raggiunta Villa Auditore e riuscito a entrare nel Santuario, Ezio e i cittadini sopravvissuti riuscirono a fuggire dalla città grazie a un passaggio segreto, celato dietro la statua di Altaïr. Dopo esserne usciti, Ezio, incurante delle ferite, prese un cavallo e partì per Roma: durante il viaggio, si addormentò, cadendo dal cavallo.
Ezio riprese conoscenza a Roma, mentre veniva curato da una donna, Margherita dei Campi, che gli disse che un uomo lo aveva portato da lei, e che gli aveva dato dei nuovi abiti. Dopo aver lasciato la casa della donna, Ezio cercò un dottore per alleviare il dolore delle ferite, prima di cercare di contattare Machiavelli nel centro della città. Tuttavia, incontrò prima delle guardie, che dissero di volere "far vedere come funzionano le cose sotto i Borgia" a un cittadino. Ezio le seguì, riuscendo a salvare l'uomo: sua moglie era stata impiccata da un alleato dei Borgia conosciuto come Il Carnefice.
Dopo averlo raggiunto e ucciso, Ezio incontrò Machiavelli, da cui apprese che, sotto i Borgia, Roma era caduta in rovina e che i suoi cittadini ne erano sopraffatti. Ezio gli comunicò inoltre la morte di Mario Auditore per mano di Cesare Borgia. I due incontrarono Fabio Orsini, cugino di Bartolomeo d'Alviano, costretto a servire Cesare. Fabio diede agli Assassini un magazzino sull'Isola Tiberina, nella speranza che ne avrebbero fatto buon uso. Da qui, Ezio viaggiò alla Rosa in Fiore, nel tentativo di ottenere sostegno e supporto dalle cortigiane. Tuttavia, quando arrivò, apprese che Madonna Solari, la madama del bordello, era stata rapita dai Cento Occhi, ladri al servizio di Cesare, che volevano un riscatto.
Ottenuto il denaro, Ezio si recò dai rapitori, ma venne ingannato: la madama venne uccisa, così Ezio partì all'attacco. Sopravvissuto alla battaglia, Ezio fece ritorno alla Rosa in Fiore, dove incontrò la madre e la sorella. Senza nessuno al loro comando, le cortigiane si rivolsero a Claudia per fungere da loro Madonna, anche se con grande riluttanza da parte di Ezio. Egli si occupò poi di ottenere il sostegno dei ladri di La Volpe, che erano in guerra con i Cento Occhi, mercenari di Bartolomeo,  in guerra con i francesi e i Borgia.
Dopo aver capito da Claudia, La Volpe e Bartolomeo che Caterina era stata imprigionata a Castel Sant'Angelo, Ezio andò a salvarla, dopo che Machiavelli gli chiese, se avesse potuto, di uccidere Cesare e Rodrigo.
Infiltratosi nel castello, Ezio scalò le mura della fortezza, e apprese che Lucrezia Borgia, sorella di Cesare, aveva la chiave della prigione di Caterina. Recuperata la chiave e liberata Caterina, i due fuggirono. Mentre attraversavano Ponte Sant'Angelo, Ezio ordinò a Caterina di cavalcare fino all'Isola Tiberina, mentre lui distraeva le guardie. Solo una tempestiva esplosione da Castel Sant'Angelo gli permise di non essere sopraffatto. Fatto ritorno alla loro base, Ezio decise di approfittare dell'assenza di Cesare, partito per Urbino, per liberare Roma dall'oppressione dei Borgia. Nonostante i dubbi di Machiavelli, i due decisero di iniziare a reclutare i cittadini ribelli di Roma nella Confraternita, dando quindi inizio alla liberazione di Roma.
Nel corso di un anno, Ezio reclutò molti cittadini di Roma, aggiungendoli ai membri dell'Ordine all'interno della sua gilda; membri come Giovanni Migliore, il cui mentore aveva tradito l'Ordine per Lucrezia Borgia e suo figlio. Gli adepti combattevano e venivano addestrati con Ezio, per venire poi assegnati a delle missioni in tutta Europa e a Calicut, in India. Si fece inoltre aiutare da loro per uccidere degli agenti Templari, come Malfatto e Silvestro Sabbatini.
Ezio incontrò anche il suo vecchio amico Leonardo da Vinci, che gli confidò che era stato obbligato a fabbricare ai Borgia un gran numero di macchine da guerra. Leonardo, avendo memorizzato tutte le invenzioni del Codice, riuscì anche a ricostruire molti delle armi di Ezio perse a Monteriggioni. Dopo l'incontro, Ezio, durante la sua guerra contro i Borgia, si impegnò anche a distruggere tutte le sue macchine.
Scoperto che Juan Borgia il Maggiore, un cardinale corrotto e cugino di Cesare Borgia, provvedeva al finanziamento delle campagne militari di Cesare, Ezio decise di tagliargli questa risorsa. Dalle cortigiane di Claudia, Ezio scoprì che un senatore, Egidio Troche, era in debito con Juan, e decise di contattarlo. Dopo averlo portato al sicuro dalle guardie dei Borgia, provvide a procurarsi il denaro necessario. Tornato, Egidio portò l'Assassino dal suo bersaglio. Ezio seguì Egidio da un capitano dei Borgia, che prese in consegna i suoi soldi per contarli. Ezio ne approfittò, e, una volta presone il posto, arrivò a una festa lussuriosa organizzata da Juan. Ezio consegnò il denaro e procedette ad infiltrarsi nella festa; in ultimo, riuscì ad uccidere Juan da una panchina, per poi fuggire.
Dopo la morte del banchiere, Ezio si recò alla caserma di Bartolomeo d'Alviano, dove scoprì che la moglie, Pantasilea Baglioni, era stata rapita dal Barone di Valois, comandante degli alleati francesi di Cesare a Roma. Bartolomeo non trovò nessun metodo che potesse garantire la sicurezza di sua moglie, e decise di arrendersi per salvarla. Tuttavia, Ezio ebbe un'altra idea. Uccisi molti soldati francesi, i mercenari di Bartolomeo indossarono le loro armature, facendosi passare per una pattuglia francese che scortava Bartolomeo al Castro Pretorio, base delle operazioni dei francesi. Una volta entrati nella fortezza, Bartolomeo ed Ezio si trovarono faccia a faccia con il barone, in procinto di uccidere Bartolomeo. Scoppiata la battaglia, mentre Bartolomeo e i suoi mercenari combattevano le forze francesi, Ezio seguì Octavian e Pantasilea, riuscendo ad ucciderlo e salvare Pantasilea.
Non molto tempo dopo la vittoria contro il Barone di Valois, Ezio viaggiò a La Volpe Addormentata, dove lui e La Volpe discussero relativamente a un ipotetico tradimento di Machiavelli, guidando le armate papali a Monteriggioni e informando Rodrigo e Cesare di stare lontani da Castel Sant'Angelo durante l'infiltrazione di Ezio. Ezio non era d'accordo, ma promise di tenerlo d'occhio. La Volpe venne poi informata che Pietro Rossi, un attore e amante di Lucrezia, possedeva una chiave per entrare a Castel Sant'Angelo, e che Cesare intendeva ucciderlo per il suo rapporto con Lucrezia. Localizzato Cesare alle porte della città, Ezio assistette all'omicidio di Francesco Troche, fratello di Egidio, da parte del sicario personale di Cesare, Micheletto Corella. Ezio lo seguì, con l'intento di infiltrarsi nella recita in cui Pietro doveva apparire ed essere ucciso. Nel mentre, Ezio fece rimpiazzare le guardie che dovevano sorvegliare durante l'uccisione dai suoi adepti, per potersi infiltrare.
Per finire, Micheletto arrivò al Colosseo, il luogo della recita. Scalato l'esterno dell'edificio, Ezio ridiscese fino al retroscena, dove poté indossare il costume e uccidere gli archibugieri di Micheletto. Ezio entrò in scena e colpì Micheletto, ma gli risparmiò la vita dopo aver appreso che Pietro era stato avvelenato come misura di precauzione. Quindi, Ezio fuggì via con Pietro tra le braccia, mentre gli altri Assassini gli coprivano la ritirata. Dopo aver portato Pietro da un dottore, ottenne le chiavi del Castello, Ezio vide e riconobbe un ladro di Monteriggioni, che era presente all'assedio. Quando il ladro fuggì, Ezio lo inseguì, e, dopo averlo catturato, scoprì essere lui il traditore, e non Machiavelli. Ezio corse quindi all'Isola Tiberina, riuscendo a fermare il tentativo della Volpe di ucciderlo.
Scoperto che le guardie di Cesare erano arrivate a La Rosa in Fiore, Ezio corse a proteggere la sua famiglia, arrivando tardi, perché Claudia aveva già ucciso tutte le guardie. Impressionato dalle sue abilità, Ezio la introdusse nell'Ordine, e venne a sua volta promosso alla posizione di Mentore da Machiavelli, che abdicò, riconoscendo le abilità di Ezio.
Senza i sostenitori di Cesare, la Confraternita e i suoi alleati avevano distrutto il potere dei Borgia. Nel 1503 Ezio venne informato che Cesare era tornato a Roma, e che voleva incontrare suo padre a Castel Sant'Angelo. Dopo essersi nuovamente infiltrato nel Castello, Ezio vide Rodrigo intento ad avvelenare il figlio, che lo uccise per questo. Dopodiché Cesare corse via per ottenere la Mela dell'Eden che il padre aveva nascosto; Ezio entrò nel Castello, dando a Rodrigo l'ultima benedizione. Apprese poi da Lucrezia dove Rodrigo aveva nascosto la Mela, ed uscì dalla fortezza.
Ezio arrivò alla Basilica di San Pietro, riuscendo a ottenere la Mela, ma venne presto raggiunto da Cesare, assieme a delle guardie papali. Utilizzando la Mela, Ezio fece morire le due guardie, per poi fuggire. In seguito, assieme ai suoi compagni, si impegnò a uccidere i sostenitori che Cesare aveva ancora a Roma. Infine, gli Assassini raggiunsero Cesare in persona con alcuni dei suoi uomini, in attesa dei rinforzi delle truppe di Micheletto. Le forze di Cesare vennero sconfitte, anche se il loro comandante si era messo al sicuro dietro la porta della città. Tuttavia, venne arrestato da Fabio Orsini su ordine di papa Giulio II: mentre veniva trascinato via, urlò che le catene non lo avrebbero trattenuto, e che non sarebbe morto per mano d'uomo.
Nonostante la sua vittoria, Ezio rimase turbato dal commento di Cesare e, mentre parlava con Leonardo da Vinci, gli confessò la sua preoccupazione. Su suggerimento di Leonardo, Ezio decise di esaminare la Mela per capire se le minacce di Cesare fossero vere. Dopo averlo fatto, partì immediatamente, lasciando prima a Leonardo un regalo d'addio: uno scrigno pieno di denaro, un compenso per la morte del suo mecenate.

### Scomparsa di Da Vinci
Nel 1505, mentre Cesare si era rifugiato presso il cognato Giovanni III d'Albret, Ezio fece ritorno a Roma. Mentre era in città, Ezio incontrò Leonardo in cerca di un passaggio per tornare in Spagna. Gli disse che conosceva un capitano, di cui però non ricordava il nome. I due discussero su degli scritti dei discepoli di Pitagora, che presentavano simboli simili a quelli della Mela. Dopodiché, Leonardo volle accompagnare Ezio al porto, ma non potendo lasciare lo studio incustodito, Ezio si offrì di riportare indietro l'apprendista di Leonardo, Salaì. Ezio lo trovò a La Volpe Addormentata, mentre giocava ai dadi. Dopo un'iniziale resistenza, Salaì accettò di tornare alla bottega del maestro con Ezio. Una volta fuori, tre persone indossanti delle toghe, che giocavano con Salaì, li pedinarono. Salaì allora si girò, dicendo di aver smesso di giocare. A quel punto i tre, supportati da altri, attaccarono. Una volta sconfitti, Salaì osservò che c'era un solo uomo con quelle abilità a Roma, Ezio, che suggerì di andare al laboratorio di Leonardo.
Eludendo i gruppi di Ermetisti tra loro e il laboratorio, Ezio e Salaì riuscirono a tornare, trovando il laboratorio distrutto e Leonardo scomparso. Salaì informò Ezio con rammarico di non conoscere la posizione del Tempio di Pitagora. Guardando verso il pavimento con tristezza, Salai notò una scritta sul pavimento, che suggeriva di cercare i dipinti di Leonardo conservati a Villa Auditore, che contenevano indizi per localizzare il tempio. In un primo momento Ezio fu rinunciatario, commentando che tutti i dipinti erano stati bruciati durante l'assedio, ma Salai rispose che ne erano stati distrutti solo due, mentre uno, che non era di Leonardo, era stato venduto da Salai se stesso per acquistare un farsetto, mentre i restanti cinque erano nelle mani di Lucrezia Borgia, ora duchessa di Ferrara.
Ezio si recò quindi alla Delizia di Belriguardo, scalando le mura esterne del palazzo e ascoltando un discorso di Lucrezia, che, preoccupata per la sua vita, ordinò alle guardie la massima allerta. Infiltratosi nel palazzo attraverso le scuderie, Ezio si confrontò con lei per riottenere i quadri rubati, rassicurandola. Di buon grado, lei gli disse che tre dei quadri erano stati venduti a Francesco Colonna, mentre il quinto era nelle mani di un amante, Patrizio. Una volta ordinato ai suoi uomini di caricare l'Annunciazione di Leonardo su un carro fuori dal palazzo, Lucrezia venne poi spinta contro il muro da Ezio, che iniziò a baciarle il collo intimamente, per poi doversi allontanare perché Lucrezia chiamò subito le guardie. Riuscito a uscire, Ezio trovò il quadro. Tornato a Roma, Ezio si diresse al Vaticano, dove seguì Patrizio, che sperava di poter vendere il suo quadro agli Ermetisti. Ezio osservò Ercole Massimo sminuire Patrizio per i suoi pensieri razzisti su Lucrezia Borgia, e lo uccise quando tentò di distruggere il quadro, in preda all'ira. Ezio poi inseguì l'ermetico a cui Ercole aveva assegnato il compito di trasportare il dipinto, recuperandolo.
Ezio si recò poi a casa di Francesco Colonna, per scoprire che la casa gli era stata sequestrata dalle banche. Gli fu detto però che i dipinti di da Vinci erano stati venduti a un mercante fiorentino, che stava per salpare al porto fluviale. Arrivatoci, Ezio scoprì che il mercante non era altro che il vecchio fidanzato della sorella, Duccio de Luca. Duccio, riconosciuto Ezio, iniziò subito a offenderlo, dicendogli che viveva in un "letamaio di città", e che la sorella si era decisa di "aprire le gambe" alla Rosa in Fiore. Ezio gli rifilò un pugno in pieno volto, così ordinò ai suoi amici di attaccarlo. Ezio riuscì facilmente a tenere testa ai suoi aggressori, e, dopo aver sconfitto Duccio, ne ottenne tutte le informazioni che voleva. Ezio andò alla barca del commerciante, che era stata occupata dagli Ermetisti, per recuperare il terzo dipinto. Li eliminò rapidamente senza essere visto, riuscendo a ottenere anche il terzo quadro. Si diresse poi verso La Rosa in Fiore, per ottenere gli ultimi due quadri rimasti, che erano stati acquistati da un cardinale, per venire messi in mostra all'interno di Castel Sant'Angelo.
Una volta raggiunta la Rosa in Fiore, Ezio salutò calorosamente la sorella, trascurandole del suo incontro con Duccio. Da lei, Ezio apprese che l'accesso all'esposizione all'interno di Castel Sant'Angelo richiedeva un invito. Ezio, non sapendo come procurarselo, si infiltrò nei pressi di un nobile che aveva l'invito, ma trovò la scatola in cui doveva esserci vuota: il nobile era andato alla mostra senza invito e un messaggero stava andando a portarglielo. Ezio inseguì e raggiunse il corriere, ottenendo l'invito, poi si ricongiunse con delle cortigiane di Claudia, facendosi aiutare per entrare inosservato, dicendo loro che avrebbe segnato i quadri da rubare. Ezio segnò i primi due quadri dopo aver distratto le guardie che li stavano sorvegliando all'esterno dell'edificio. Ezio procedette quindi ad infiltrarsi all'interno del castello. Usando la stessa strada che aveva preso per salvare Caterina anni prima, riuscì a entrare nelle stanze superiori. Dopo aver segnato il terzo quadro, fuggì rapidamente, mentre le cortigiane rubavano i quadri.
Ezio tornò alla bottega di Leonardo, dove i cinque dipinti erano stati portati. All'interno vi trovò Salaì, che stava già cercando qualsiasi indizio che portasse alla posizione del tempio. Salaì era sul punto di rinunciare, quando Ezio gli chiese se Leonardo avesse potuto tenere nascoste le sue ricerche. Salaì si ricordò che Leonardo aveva sperimentato degli inchiostri invisibili, e propose a Ezio di usare l'Occhio dell'aquila per trovare eventuali indizi. Così fece, e trovo dei piccoli disegni in ogni dipinto.
Dopo averli ispezionati tutti, Ezio copiò tutti i disegni, mettendoli su un tavolo. Nonostante mancassero dei pezzi di mappa, andati distrutti nell'attacco a Monteriggioni, Ezio riordinò i restanti, riuscendo a trovare l'ingresso delle catacombe in cui c'era il Tempio di Pitagora.
Entrato nelle catacombe, Ezio si recò verso il tempio. Nel mentre, sentì Ercole Massimo picchiare Leonardo, nel tentativo di fargli aprire la porta del tempio. Ezio, arrivato, ordinò agli Ermetisti di fermarsi, e dopo un breve scambio di parole, venne attaccato dai tirapiedi di Ercole. Affrontati e uccisi gli uomini, Ezio salì da Ercole, uccidendolo con la Lama Celata. Liberato Leonardo, gli suggerì di andarsene, ma Leonardo lo contraddisse, dicendo che il "numero" che gli Ermetisti cercavano doveva essere distrutto per evitare che qualcun altro lo avesse scoperto. Ezio accettò, e i due si inoltrarono nel Tempio. In ogni stanza del Tempio si trovarono di fronte a degli enigmi. Una volta completato il percorso, il pavimento al centro si abbassò, rivelando un grande piedistallo circolare. Ezio e Leonardo riconobbero i simboli sul piedistallo come quelli mostrati loro dalla Mela, anche se nell'ordine sbagliato. Ezio guardò Leonardo ruotare i pezzi del pilastro in modo che le immagini combaciassero, aprendo la porta dell'ultima stanza del Tempio.
Entrato nell'ultima stanza, Ezio riconobbe un'architettura che aveva già visto nel Tempio di Giunone. Andò quindi verso il piedistallo centrale, mettendovi la sua mano sopra. Una luce splendente si attivò, e pochi secondi dopo, l'intera stanza si era illuminata. Davanti a loro, si ripetevano sei numeri e due lettere: 43 39 19 N 75 27 42 W. Anche se Leonardo definì i numeri come inutili, Ezio disse che non erano destinati alla sua generazione, così Leonardo gli chiese se gli nascondesse qualcosa, ma Ezio fu abile a sviare il discorso verso i futuri lavori di Leonardo.

### Fine dei Borgia
Arrivati a Napoli il 24 giugno 1505, Ezio, Leonardo e Machiavelli chiesero a molte persone locali se avessero visto Micheletto. Fortunatamente, i tre incontrarono una cortigiana chiamata Camilla, che disse loro di aver trascorso la scorsa notte con un uomo che corrispondeva alla descrizione della loro preda. Lei li indirizzò al porto, da cui partirono per Valencia. I tre viaggiarono per cinque giorni, durante i quali il mare fu particolarmente ostile. Una volta arrivati, riuscirono a localizzare rapidamente Micheletto al Lupo Solitario, una locanda frequentata da criminali. Entrati vennero subito attaccati da dieci uomini, i cui occhi erano abituati all'oscurità della locanda. Ezio e Machiavelli combatterono contro gli uomini, mentre Leonardo si nascondeva dietro al bancone. A un certo punto, Ezio venne colto alle spalle e strangolato da Micheletto, ma un colpo allo stomaco del pugnale di Machiavelli costrinse Micheletto a lasciare la presa e fuggire.
Uno dei suoi subalterni però era sopravvissuto all'attacco degli Assassini, e disse loro la destinazione del lacchè di Cesare: il Castillo de la Mota. Il giorno successivo, dopo un breve riposo, i tre partirono.
Arrivarono troppo tardi. Ezio venne a sapere da una guardia che Cesare era fuggito, anche se non erano ancora sicuri di come ci fosse riuscito. Ezio chiese immediatamente un cavallo, ma la stanchezza di Leonardo e i consigli di Machiavelli lo convinsero a riposarsi. Il mese seguente, rientrati a Valencia, i tre trovarono la città in preda a Cesare. Leonardo ebbe un'idea, chiedendo loro di raccogliere zolfo, nitrato di potassio e carbone, e delle lastre sottili di acciaio. Ottenuti i materiali, in breve tempo Leonardo riuscì a costruire una ventina di piccole bombe a mano, che dovevano essere gettate sulle postazioni nemiche. 
Ezio e Niccolò erano determinati a distruggere il nuovo esercito di Cesare, e insieme elaborarono un piano. Mentre Machiavelli si faceva strada verso il campo degli irriducibili, Ezio si diresse al porto. Puntando la prima nave, Ezio accese la miccia e la gettò nella stiva, dubbioso del potere distruttivo che poteva avere un'arma tanto piccola. Ezio si sorprese all'esplosione, che distrusse l'albero della nave da guerra, mentre le schegge di legno volavano in aria. Continuò a bersagliare le navi di Cesare, e in diversi casi l'esplosione delle bombe causò anche la detonazione della polvere da sparo contenuta nella nave. Una di queste esplosioni riuscì a distruggere le due navi al suo fianco: ne distrusse dodici in tutto con dieci bombe. Dopodiché, si ricongiunse a Machiavelli, all'angolo della strada dove si trovava il Lupo Solitario. Salendo sul tetto dell'edificio, i due si affacciarono sul cortile interno, dove Cesare e Micheletto stavano discutendo sui recenti avvenimenti. Cesare, rabbioso, sminuì Micheletto, incolpandolo per quanto successo. Micheletto tentò allora di ucciderlo, ma Cesare, dopo essersi liberato, estrasse rapidamente una delle sue pistole, sparandogli e sfigurandolo completamente. Ezio tornò indietro, sperando di catturare Cesare mentre lasciava l'edificio, anche se Machiavelli, protesosi in avanti per ottenere una vista migliore, fece cadere una tegola, richiamando l'attenzione di Cesare.
Tirando fuori la sua seconda pistola altrettanto rapidamente, Cesare sparò all'assassino, colpendo Machiavelli alla spalla.
Il primo pensiero di Ezio era quello di inseguire Cesare, ma vedendo la grave ferita di Machiavelli, preferì occuparsi dell'amico. Trovato un medico, i due appresero che la pallottola aveva attraversato la spalla, e che Machiavelli sarebbe guarito nel giro di due settimane.
Nel 1507, Ezio localizzò Cesare Borgia, che stava comandando le forze del suo cognato Giovanni III d'Albret, assediando la città di Viana. Ezio ingaggiò Cesare in battaglia, ma venne quasi sopraffatto dai soldati. Riuscito a sopravvivere a un attacco di artiglieria, Ezio rincorse il Borgia, dirigendosi verso la città. Alla fine, riuscito a salire su una delle torri d'assedio delle forze di Cesare, lo affrontò. Nonostante l'aiuto di alcuni soldati durante il duello, Ezio fu in grado di rompere l'armatura del nemico e sopraffarlo. Quando Cesare, rabbioso, ripeté che nessun uomo avrebbe potuto ucciderlo, Ezio rispose freddamente che lo avrebbe lasciato al fato, prima di gettarlo dai bastioni della città, uccidendolo. Anni dopo, un Ezio più vecchio fece ritorno al Santuario sotto Villa Auditore, per lasciare un indizio della parola d'accesso che proteggeva l'ingresso del Tempio di Giunone, come gli aveva suggerito l'amico Leonardo in precedenza. L'indizio era visibile solo a chi possedeva l'Occhio dell'aquila. Quanto riportato da "L'arrivo a Monteriggioni" a qui è raccontato in Assassin's Creed: Brotherhood.

### Ricerca di Masyaf
Con la morte di Cesare Borgia, le ambizioni dello Stato Pontificio per l'Italia erano terminate. Ezio si concentrò dunque sulle questioni interne dell'Ordine. Creò una fitta rete di comunicazioni per gli Assassini che si estendeva da Venezia alla Sicilia, per poi lavorare su nuovi metodi di addestramento degli Assassini.
Nel 1510, tornato a Monteriggioni, Ezio trovò tra i documenti dello zio Mario una lettera scritta dal padre Giovanni un anno prima della sua nascita, che menzionava una biblioteca nascosta sotto Masyaf, colma di una saggezza inestimabile. Ezio partì quindi per la Siria.
10 mesi dopo, Ezio, che aveva soggiornato per una settimana ad Acri, partì finalmente per Masyaf, che temeva fosse entrata in possesso dei Templari, per comprendere le motivazioni che spingono gli Assassini e il suo ruolo nella battaglia, come scrive in una lettera alla sorella Claudia. Nella lettera, Ezio le chiedeva, in caso di fallimento e morte, di non cercare vendetta, ma di continuare la ricerca della verità.
Una volta arrivato a Masyaf nel marzo 1511, Ezio scoprì che la città era controllata dai Templari, comandati da Leandros. In netta inferiorità numerica, Ezio venne catturato dai Templari e portato sulla cima di una torre nella fortezza. Mentre Leandros si trovava alle spalle di Ezio per impiccarlo, quest'ultimo lo colpì, e dopo aver messo la corda attorno al Templare, lo utilizzò come base di appoggio per calarsi con la fune, riuscendo quindi a sfuggire ai Templari. Scalato il mastio di Masyaf, Ezio si tuffò in un passaggio subacqueo, che lo condusse al corridoio che portava alla biblioteca di Altaïr, dove scoprì da un lavoratore che Leandros era in possesso del diario di Niccolò Polo, i cui contenuti conducevano alle Chiavi necessarie per aprire la porta.  Uscì quindi dalla fortezza, iniziando a pedinare Leandros.
Lanciatosi quindi all'inseguimento di Leandros che stava fuggendo in carrozza in un villaggio vicino a Masyaf, Ezio cadde fuori strada dopo un'esplosione, che distrusse la carovana. Nonostante la caduta, riuscì a sopravvivere, e, ferito, riuscì a farsi strada furtivamente nel villaggio, uccidere Leandros e recuperare il Diario di Niccolò Polo, che parlava di alcune Chiavi per accedere alla biblioteca.
Leggendo il diario di Niccolò, Ezio scoprì che queste chiavi erano nascoste a Costantinopoli, la capitale dell'Impero Ottomano. Arrivato a Costantinopoli, scoprì dal capo della gilda locale, Yusuf Tazim, che i Templari stavano conquistando poco a poco Costantinopoli, e che costituivano quindi una minaccia per gli Assassini. Mentre Ezio cercava le Chiavi nascoste a Costantinopoli grazie all'aiuto di Sofia Sartor, una libraia veneziana, che lo aveva aiutato a trovare le posizioni dei libri sulle Chiavi, tentava anche di respingere l'esercito dei bizantini e di scoprire chi tra di loro avesse l'ultima chiave.
Dopo aver trovato la prima chiave, Ezio incontra Yusuf, che gli dice di aver scoperto che i bizantini intendono attaccare il principe Solimano al Palazzo Topkapı. Ezio, Yusuf, e gli altri Assassini si recano al Palazzo, dove stordiscono dei menestrelli assoldati per la festa che si terrà quella sera. Preso il posto dei menestrelli, gli Assassini riescono a proteggere Solimano dagli agenti bizantini. Solimano chiede poi a Ezio di incontrarlo in seguito.
Gli assegna così il compito di sorvegliare un incontro tra lui, il principe Ahmet, e Tarik Barleti, capo del corpo dei Giannizzeri, che non sono riusciti a proteggere Solimano. Nell'incontro, Solimano evidenzia che i Giannizzeri non sono stati in grado di proteggere il palazzo, e chiede a Ezio di sorvegliare i movimenti di Tarik. Durante la sua investigazione, Ezio scopre che Tarik era implicato in un commercio di armi da fuoco con Manuele Paleologo, erede al trono dell'Impero Bizantino e membro dei Templari, e il suo socio Shahkulu.
Scoperti i traffici di armi, Solimano assegna a Ezio il compito di uccidere Tarik, colpevole di aver tradito il sultano. Ucciso un Giannizzero e rubata la sua divisa, Ezio si infiltrò nell'accampamento dei Giannizzeri, dove riuscì ad assassinare Tarik, per poi scoprire che in realtà non stava aiutando Manuele, ma che aveva inviato i suoi uomini assieme alle armi solo per colpire i bizantini dove si sentivano più sicuri, in Cappadocia. Prima di morire, Tarik chiede a Ezio di sconfiggere i bizantini. Riferita la notizia a Solimano, quest'ultimo gli fa preparare una nave per raggiungere i Templari in Cappadocia.
Mentre indagava, Ezio era entrato in possesso delle quattro Chiavi di Masyaf rimaste nascoste in città, e all'appello mancava l'ultima Chiave, quella in possesso di Manuele Paleologo. Mentre si recava al porto, venne fermato da Yusuf, che gli spiegò che i Giannizzeri avevano teso la Grande Catena per bloccare un'eventuale fuga di Ezio da Costantinopoli, ricercato per l'omicidio di Tarik. Yusuf diede quindi a Ezio una Bomba molto potente per distruggere la torre da cui partiva la catena. Per sfuggire alle macerie, utilizzò una fune tesa, che lo portò a una delle banchine del porto. Una volta bruciate con il fuoco greco le navi dei Giannizzeri, Ezio le utilizzò per raggiungere la nave di Piri Reis, con cui salpò per la Cappadocia.
Arrivato in Cappadocia, Ezio andò alla ricerca delle spie inviate da Tarik, ma scoprì da una di esse, Dilara, che erano stati quasi tutti catturati dai Bizantini. Ezio riuscì a salvare comunque alcune delle spie dall'esecuzione, e a uccidere Shahkulu.
Ezio si diresse al magazzino di polvere da sparo dove, liberatosi delle guardie, fece esplodere la polvere, gettando la città nel panico e costruendosi l'occasione per trovare Manuele. Una volta raggiunto, lo inseguì e lo uccise, recuperando l'ultima Chiave. Subito dopo, venne raggiunto da Ahmet, lo zio di Solimano ed erede al trono ottomano. Rivelatosi essere il capo dei Templari, Ahmet gli chiese le Chiavi, minacciandolo di uccidere Sofia se si fosse rifiutato. Arrabbiato e preoccupato per Sofia, Ezio andò via dalla città, caduta nel panico, e tornò a Costantinopoli sulla nave di Piri Reis.
Arrivato a Costantinopoli, Ezio si diresse velocemente alla bottega di Sofia, che trovò in completo disordine e Yusuf, a cui aveva chiesto di proteggere Sofia mentre era in Cappadocia, era morto. In cerca di vendetta, Ezio chiese agli Assassini di combattere con lui per sconfiggere Ahmet all'Arsenale. Trovatolo, questo disse a Ezio di portare le chiavi alla Torre di Galata in cambio della vita di Sofia. Tornato al Covo e raccolte le Chiavi, Ezio chiese ai suoi compagni Assassini di proteggerlo durante lo scambio. Alla torre, Ezio diede ad Ahmet le Chiavi, che lo lasciò andare a riprendere Sofia, tenuta in cima alla torre. Scalata la torre, Ezio scoprì che la donna non era Sofia, ma che lei era appesa a un cappio in un cortile, e stava per morire strangolata. Paracadutatosi dalla cima della torre verso il cortile, Ezio riuscì a salvarla. Assicuratosi che Sofia stesse bene, i due partirono su un carro all'inseguimento di Ahmet, che stava lasciando Costantinopoli. Dopo un inseguimento in carrozza in cui Ezio dovette uccidere i Bizantini che si frapponevano tra lui e Ahmet, Ezio raggiunse il carro del principe, ma i due caddero in un precipizio. Nel volo, Ezio e Ahmet duellarono, e infine Ezio riuscì ad aprire un paracadute per salvarsi, ma Ahmet si aggrappò alla sua gamba, e i due caddero a terra. Feriti, si rialzarono, ma in quel momento arrivò il fratello di Ahmet e padre di Solimano: Selim. Selim spiegò ad Ahmet che il padre, Bayezid II, aveva infine scelto lui come successore, e immediatamente gli mise le mani alla gola, gettandolo nel mare. Selim si rivolse poi a Ezio, a cui disse di averlo risparmiato solo per le considerazioni su di lui fatte dal figlio. Dopodiché, gli intimò di andarsene da Costantinopoli e non fare più ritorno. Sentendosi colpito dalle parole di Selim, Ezio lo attaccò, ma venne fermato da Sofia prima che potesse colpire.
Molte settimane dopo, in seguito a un lungo viaggio, Ezio e Sofia arrivarono a Masyaf, ormai abbandonata anche dai Bizantini. Entrati nella fortezza, i due si diressero alla porta della Biblioteca. Collocate le Chiavi, Ezio vi entrò, mentre Sofia aspettava fuori. Nella Biblioteca trovò lo scheletro di Altaïr, che aveva in mano un altro Sigillo della memoria. Grazie a questo Sigillo, Ezio scoprì che Altaïr aveva nascosto all'interno della Biblioteca la Mela dell'Eden in suo possesso, mentre aveva fatto portare i libri ad Alessandria.
Ezio si diresse verso la Mela, ma capì di aver visto abbastanza nella sua vita, e decise di lasciarla lì con la salma di Altair lontana da assassini e templari. Subito dopo, la Mela diede un impulso, che gli fece tornare in mente il nome di Desmond, che aveva udito da Minerva nella Cripta. Rivolgendosi a Desmond, mentre si levava i bracciali e la spada di dosso, gli dichiarò la fine della sua vita come Assassino. Incoraggiandolo a porre fine alla sofferenza provocata dalla guerra tra Assassini e Templari, Ezio mise una mano sulla spalla dell'ologramma di Desmond che si era creato davanti a lui, e gli disse di ascoltare, così Desmond capì cosa doveva fare. 
(Ezio nella biblioteca di Masyaf)
Il viaggio orientale di Ezio è raccontato in Assassin's Creed: Revelations.

### Ultimi anni
(Ezio Auditore sulla sua vita)
Nel 1512 Ezio tornò a Venezia, assieme a Sofia. I due si sposarono verso la fine dell'anno. Tuttavia Ezio dovette tornare a Roma appena dopo il Capodanno del 1513, a causa della morte del Pontefice Giulio II. Qui incontrò Claudia e Machiavelli. Dopodiché Ezio, ormai 54enne, passò il testimone: la guida dell'Ordine degli Assassini fu data a Ludovico Ariosto. L'Auditore tornò in Toscana, dove andò a vivere in una villa nelle campagne vicino a Firenze. Da Sofia ebbe una figlia, Flavia, e l'anno successivo un figlio, Marcello. Ezio divenne quindi un agricoltore, lasciando in parte l'Ordine a causa dell'età avanzata. Tuttavia ci furono vari problemi e perdite: nel 1518 il raccolto fu molto scarso e l'anno dopo morì il carissimo amico Leonardo da Vinci, nella Francia del giovane sovrano Francesco I.
A causa della demenza senile, Machiavelli esortò Ezio a scrivere la sua vita in un diario, anche se il compito gli riuscì molto difficile.
Un giorno di fine estate del 1524, ricevette la visita di Shao Jun, assassina del ramo cinese giunta in Italia per chiedere consiglio a Ezio su come rifondare la confraternita in Cina. All'inizio Ezio fu riluttante perché non aveva più intenzione di ricominciare la sua vita da assassino, tuttavia alla fine venne convinto e diede suggerimenti a Jun su come rifondare la confraternita in Cina.
Ezio morì a 65 anni il 30 novembre nel 1524, poco dopo la partenza di Shao Jun, su una panchina nella Piazza del Duomo di Firenze per un attacco di cuore. Le ultime persone che vide furono Sofia e Flavia sorridenti.
Gli ultimi anni di Ezio sono raccontati in Assassin's Creed: Embers.

## Personaggio

### Personalità
Ezio essendo vissuto come un nobile fiorentino viveva nel lusso pensando solamente a divertirsi ignaro dell'esistenza degli Assassini. Come ogni nobile era giocoso, arrogante e viziato pensando solo alla vita di lusso. Si preoccupava molto per la sua famiglia e spesso svolgeva compiti per sua madre e suo padre. Aveva molti amici ma in realtà gli erano amici solo perché era ricco. Molto spesso si cacciava nei guai e veniva spesso inseguito dalle guardie.
Quando la sua famiglia venne giustiziata di fronte ai suoi occhi (nel 1476) dovette cambiare completamente il suo carattere pensando prima di tutto a proteggere sua madre e sua sorella, le uniche sopravvissute al massacro della sua famiglia. Durante gli anni infatti la sua prima preoccupazione era quella di tenerle al sicuro anche quando Claudia divenne un'assassina. Durante gli anni porta a sua madre delle piume di Petruccio in ricordo del fratellino.
Quando divenne un assassino per anni è stato guidato dalla vendetta, infatti il suo unico obiettivo era quello di uccidere tutti coloro che erano responsabili della morte di suo padre e dei suoi fratelli. Per raggiungere tale obiettivo faceva di tutto, anche far sprofondare nel caos una città. Molto spesso si alleava con i criminali delle città svolgendo compiti per loro affinché poi lo aiutassero nell'uccidere il suo bersaglio. Ezio infatti chiedeva aiuto molte volte alle cortigiane, ai ladri e ai mercenari. Il suo desidero di vendetta all'inizio era molto alto, infatti quando uccise Vieri de' Pazzi colpisce ripetutamente il suo cadavere con rabbia venendo poi fermato da suo zio che gli dice che a prescindere dalla persona bisognava dare rispetto ai morti. Con gli anni infatti riesce a trattenere il suo impeto di rabbia e vendetta uccidendo i suoi bersagli per poi dargli un addio calmo, tuttavia quando il suo bersaglio era Rodrigo non riuscì a trattenersi e si fece guidare solo dalla rabbia e della vendetta affermando infatti che pensava che ormai il suo desiderio di vendetta fosse sparito. Quando ormai divenne maturo e pensava solamente a far crescere la confraternita, risparmiò molti bersagli che infatti non riteneva necessario di uccidere.
Il suo carattere con gli anni cambia completamente, da giocoso e spensierato divenne serio, responsabile e maturo. Divenne anche freddo di carattere, infatti quando riuscì finalmente a perdere il suo desiderio di vendetta il suo obiettivo fu quello di far crescere la confraternita. Era freddo con tutti e molte volte causava litigi per il suo carattere chiuso. Tuttavia rimaneva molto legato alla sua famiglia e protettivo. Oltre alla sua famiglia c'era un'altra persona con cui Ezio si sentiva tranquillo nel parlare, ovvero, Leonardo da Vinci che infatti divenne il suo migliore amico.
Quando divenne Mentore cominciò a reclutare nuovi assassini a Roma e a Costantinopoli insegnando loro i principi del credo e che gli assassini combattevano per la libertà. Le sue azioni infatti si sparsero in tutta Europa mandando i suoi adepti a svolgere diverse azioni che aiutarono gli Assassini ad aumentare la loro influenza su tali territori. Ezio divenne famoso all'interno della confraternita venendo riconosciuto come uno dei più grandi Mentori della storia dell'ordine. Quel titolo era stato assegnato solo ad Altair ma Ezio riuscì a conquistare tale titolo. Le sue gesta raggiunsero anche l'Oriente, infatti quando Shao Jun si reca in Italia per incontrarlo gli dice che si è recata in Italia per chiedergli aiuto su come possa ricostruire l'ordine in Cina. Inoltre Jun gli dice che il suo Mentore era molto entusiasta di incontrarlo ma venne catturato e ucciso. Quando si reca a Masyaf viene braccato da Leandros e questi vedendo la caparbietà di Ezio dice "possibile che tu sia tanto letale come ti descrivono le leggende?". All'interno della confraternita era lodato e osannato per aver sconfitto la Famiglia Borgia che all'epoca era la famiglia Templare più potente d'Europa.
Ezio divenne grande amico di Leonardo da Vinci fino alla morte di quest'ultimo. I due si conobbero quando Ezio aveva 17 anni e Leonardo sebbene non facesse parte degli assassini,  aiutò Ezio molte volte durante gli anni. Ezio si legò molto a Leonardo considerandolo una persona brillante e geniale, infatti rivelò all'artista l'esistenza degli Assassini e Templari. Sebbene Leonardo non volesse entrare nella confraternita, decise molte volte di aiutarli. Ezio durante gli anni gli portava pagine del codice di Altair e con tali progetti Leonardo gli costruiva le armi. Ezio molte volte passava volentieri i suoi pochi momenti liberi con l'amico parlando di qualunque cosa. Quando fu rapito da Ercole Massimo, Ezio si mette alla ricerca dell'amico senza sosta. Negli ultimi momenti di vita di Leonardo, Ezio decise di recarsi a casa sua per passare gli ultimi momenti con l'amico.
Quando ormai diviene vecchio e si è ritirato come assassino, decide di cominciare una nuova vita insieme a Sofia come contadino. Non vuole infatti avere più niente a che fare con l'ordine essendo stanco di quella vita che ha compiuto per oltre 30 anni. Infatti quando Shao Jun si reca a casa sua per chiedergli aiuto Ezio in un primo momento è scontroso rifiutandosi di aiutarla e addirittura le dice di andarsene. Alla fine Ezio decise di aiutarla ugualmente. Spiega infatti a Jun che non vuole più essere un assassino essendo stanco e vecchio, inoltre essendo stato un assassino per troppo tempo è sempre all'erta perché i suoi nemici potrebbero attaccarlo in qualunque momento e ferire la sua famiglia.

### Vita sentimentale
La particolarità di Ezio più rilevante è che è un abile seduttore, fin da giovane ha dimostrato di possedere una grande abilità nel sedurre il gentil sesso, tuttavia nonostante questa sua bravura paga lo stesso delle cortigiane quando vuole divertirsi sessualmente. Essendo di bell'aspetto ha fin da subito sfruttato questo suo dono riuscendo a sedurre molte donne del ceto nobile cacciandosi molte volte in situazioni imbarazzanti al punto di essere inseguito dalle guardie. Quando divenne un assassino il suo tempo libero diminuisce sempre di più e la sua preoccupazione principale è quella di sconfiggere i Borgia, tuttavia grazie al suo grande carisma riesce ugualmente a conoscere molte donne iniziando relazioni. Ezio è stato con molte donne ma solamente pochissime sono state importanti per lui.
- Cristina Vespucci: è la prima relazione seria di Ezio, nonché la prima nella quale si sia innamorato. Al primo incontro con Cristina si dimostrò un po' impacciato non riuscendo a parlare con lei, infatti ella non lo degnò di attenzioni. Ezio per rimediare decise di seguirla per vedere dove abitava e dopo averla salvata da un tentato stupro da parte di Vieri de' Pazzi i due si avvicinarono sempre più fino a diventare amanti. Molte notti Ezio s'imbucava in camera di Cristina per passarci la notte insieme. Quando la famiglia di Ezio fu giustiziata, egli dovette lasciare la città insieme a sua madre e sua sorella, ma prima di farlo, con l'aiuto di Cristina, volle seppellire i corpi dei suoi fratelli e di suo padre. Lui le chiese di accompagnarlo ma lei per non abbandonare la famiglia rifiutò, così Ezio le regalò una collana come segno del loro amore eterno. Due anni dopo Ezio si ripresentò a casa di Cristina, ma ella ormai era fidanzata ed in procinto di sposarsi, pur ammettendo di non aver mai dimenticato Ezio. Quest'ultimo, per non rovinarle la vita, salva il suo futuro sposo, in debito con gli strozzini, e lo minacciò dicendogli che se l'avesse fatta soffrire, lo avrebbe ucciso. Otto anni dopo, quando Ezio era a Venezia, venne informato da Leonardo che Cristina era in città, così l'assassino decise di incontrarla di nascosto con una maschera, spacciandosi per suo marito. Cristina tuttavia si accorge dell'inganno e s'infuriò con Ezio e lo avvertì di non cercarla mai più. Quando Firenze fu controllata da Savonarola, Ezio tornò in città per ucciderlo e s'imbatté nel marito di Cristina che gli disse che gli uomini di Savonarola la stavano inseguendo. Uccisi gli sgherri di Savonarola, Ezio si rese conto delle ferite gravi della ragazza, e prima di morire, gli mostrò la collana che il ragazzo le diede anni prima, affermando che l'aveva sempre amato e che avrebbe voluto un'altra occasione. La morte di Cristina segnò profondamente Ezio, infatti come accennò a sua sorella in una lettera anni dopo, con la sua morte qualcosa in lui era morto per sempre.
- Caterina Sforza: Quando Ezio accompagnò Leonardo a Venezia, i due fecero tappa a Forlì e qui Ezio salvò una donna intrappolata in una roccia per colpa dell'alta marea. Tale donna per ringraziarlo gli fece avere un passaggio gratis per Venezia affermando che la prossima volta che si fosse trovato a Forlì lo avrebbe intrattenuto. Poco dopo Leonardo le rivelò che la donna in questione era Caterina Sforza, signora di Forlì. I due s'incontrarono nuovamente quando Ezio tornò a Forlì con Machiavelli per uccidere i Fratelli Orsi che stavano assaltando la città. Quando Ezio tornò a Monteriggioni dopo essere fuggito da Roma con suo zio, passò una notte romantica insieme a Caterina. Ne fu felice e sperò che Caterina non lo stesse manipolando per questioni politiche. Quando la salvò dal Castel Santangelo a Roma, ella le rivelò che infatti era stata insieme a lui solo per migliorare la sua situazione politica. Ezio ne fu dispiaciuto sperando che ella provasse qualcosa per lui, tuttavia non esitò a salvarla. I due rimasero buoni amici negli anni e anche alleati.
- Amelia: Quando Ezio si recò a Forlì per cercare la nave per Venezia, s'imbatte in due uomini che scommettevano con una donna su chi fosse il più veloce a cavallo. Ezio decise di gareggiare e chiese cosa avrebbe vinto, mentre Amelia con un doppio senso gli fece capire che avrebbero avuto un rapporto sessuale. Ezio vinse ed ebbe il suo premio.
- Rosa: Quando Ezio arriva a Venezia, salva una giovane ladra di nome Rosa dagli uomini di Emilio Barbarigo. Dopo averla salvata i due diventano fin da subito buoni amici e Rosa mostrò fin da subito interesse per Ezio. La particolarità di Rosa e che lei è un maschiaccio ed era abile a saltare sui tetti come Ezio, infatti fu lei a insegnare a Ezio un nuovo metodo di salto. Molte volte infatti i due saltavano sui tetti di Venezia di sera per divertirsi. I due divennero amanti e per colpa della vita da assassino di Ezio la loro relazione finì ma rimasero buoni amici.
- Sofia Sartor: Quando Ezio si reca a Costantinopoli per cercare le chiavi di Masyaf, si reca in una biblioteca dove s'imbatte in una donna italiana di nome Sofia Sartor. Quando Ezio trova la prima chiave trova anche un libro di Marco Polo suscitando l'interesse della ragazza. I due strinsero un patto, cioè che se Ezio avesse trovato altri libri del genere li avrebbe portati da lei. Ezio mantiene la promessa e porta i libri di Polo alla ragazza. Col tempo i due si avvicinarono sempre di più ed Ezio per la prima volta dopo anni sentì di nuovo quel sentimento di amore che sentiva con Cristina, infatti in una lettera destinata a sua sorella ammette che con Sofia ha potuto di nuovo sentire qualcosa che da anni non provava più e che pensava fosse morto per sempre insieme a Cristina. Molte volte Ezio pur di stare in compagnia di Sofia si reca alla sua biblioteca per passare del tempo insieme. La ragazza si affascina sempre di più all'assassino chiedendogli chi fosse ma Ezio pur di tenerla lontana dalla guerra tra Assassini e Templari, gli mente sul suo conto. Sofia col tempo s'invaghisce di Ezio e le chiese di accompagnarla ad Adrianopoli ma Ezio per colpa della ricerca delle chiavi dovette rifiutare ma i due trascorsero la giornata insieme facendo un pic-nic. Quando Ezio deve recarsi in Cappadocia, chiede a Yusuf di proteggere Sofia dicendogli che è una donna molto importante per lui. Appena seppe da Ahmet che le avrebbe fatto del male, Ezio torna a Costantinopoli trovando il cadavere di Yusuf e Sofia rapita. Furioso si mette alla ricerca di Ahmet per ucciderlo ma non lo fa perché vuole sapere dove si trova Sofia. Dopo avergli consegnato le chiavi di Masyaf, libera Sofia e i due si mettono all'inseguimento di Ahmet per ucciderlo e recuperare gli oggetti. Dopo esserci riusciti, Ezio rivela finalmente la verità alla ragazza ma ella non si spaventa, anzi, ne è affascinata. I due si recano insieme a Masyaf per aprire la biblioteca. Dopo che Ezio lascia la sua vita da assassino, i due tornano in Italia dove si sposano e vanno a vivere in una fattoria poco fuori Firenze. I due ebbero due figli: Flavia e Marcello. Prima di morire lascia una lettera a Sofia ringraziandola di tutto e per il suo amore, inoltre afferma che è stato l'amore per lei e per Flavia e Marcello a tenerlo in vita fino a quel momento.

### Equipaggiamento
Ezio è armato di due lame celate che negli anni vengono modificate da Leonardo da Vinci, suo caro amico, e a Costantinopoli come seconda lama celata (quella destra, rotta in combattimento a Masyaf contro i Templari di Leandros) riceve la Lama Uncinata Ottomana da Yusuf Tazim. Dalla polsiera della lama celata sinistra, Ezio può sparare proiettili, avvelenare i nemici o sparare dardi avvelenati, con la Lama Uncinata può muoversi più velocemente o attaccare il nemico. Ezio può equipaggiarsi anche di spade, mazze o armi pesanti che sa usare tutte con estrema agilità. Ezio è disposto anche di coltelli da lancio, di un pugnale da combattimento, di una balestra (usata anche come arma ravvicinata) e di bombe da lui stesso fabbricate, infatti è in grado di crearne di vari tipi, tra cui anche quelle tattiche (oltre a quelle fatte apposta per danneggiare gli avversari).
Ezio fin da giovane si dimostra abile nella corsa sui tetti e nell'arrampicarsi ma con gli anni migliora sempre di più; è inoltre un abile nuotatore in grado di tuffarsi da grandi altezze. Ezio ha sempre dimostrato uno charme irresistibile per le donne: inizialmente è conosciuto a Firenze per il suo fascino, ma con gli anni diventa sempre più maturo e saggio, non ponendo più le donne e il vino al primo posto divenendo uno dei migliori mentori della confraternita insieme ad Altaïr Ibn-La'Ahad. A Roma dimostra di saper parlare il francese (gli fu insegnato da due ragazze a Firenze).
In Revelations, oltre a saper utilizzare la lama uncinata, Ezio impara anche a fabbricare ed utilizzare vari tipi di bombe (tutto grazie agli insegnamenti di Yusuf Tazim).

## Doppiaggio
Nella versione inglese, Ezio viene doppiato da Roger Craig Smith in tutte le sue apparizioni.
Nella versione italiana Ezio è stato invece doppiato da Renato Novara in Assassin's Creed II e Assassin's Creed: Brotherhood. Nel successivo capitolo, a causa dell'invecchiamento, è stato necessario dargli una voce più matura, avendo Novara un timbro troppo chiaro, e per doppiare il personaggio in Assassin's Creed: Revelations e in Assassin's Creed: Embers è stato scelto Diego Baldoin. In Assassin’s Creed: Valhalla, Ezio fa un cameo vocale (da una grotta in cui si sentono frasi provenienti dal futuro, esce una frase di Ezio diretta a Minerva, presa dal finale di Assassin’s Creed II), in cui è doppiato da Marco Balzarotti.

## Altre apparizioni
- Soulcalibur V, Ezio è un personaggio giocabile.[1][2]
- For Honor, Ezio appare come boss da sconfiggere: evento a tempo limitato da dicembre 2018 fino a gennaio 2019.
- Il costume di Ezio in Assassin's Creed: Brotherhood può essere acquisito nei videogiochi Prince of Persia: Le sabbie dimenticate, Final Fantasy XIII-2, LittleBigPlanet, Monster Hunter: World, Fortnite e PUBG.
- Brawlhalla[3], Ezio è un personaggio leggenda giocabile.
- Fall Guys: Ultimate Knockout, è stato possibile sbloccare il costume di Ezio in Assassin's Creed II nella Stagione 1 del Pass stagionale dal 21 giugno al 15 settembre 2022.[4]

## Accoglienza
Il personaggio di Ezio è stato acclamato dalla critica per la sua interpretazione e l'intera storia della sua vita ed è stato accolto molto positivamente dai fan. È considerato il miglior protagonista dell'intera serie videoludica, arrivando sempre primo in ogni classifica dei personaggi della serie. Per questi motivi è l'unico personaggio ad essere protagonista in tre capitoli principali della serie. Nel 2019, a dieci anni esatti dal debutto di Ezio nel 2009, i critici hanno continuato a ribadire il successo della saga raggiunto grazie alla notorietà di Ezio che rimane ancora il protagonista più amato dell'intero franchise.
Ezio ha vinto il premio da GameSpot come "Miglior nuovo personaggio del 2009". Ha ricevuto una nomination come "Miglior personaggio" ai Spike Video Game del 2010. Ai Guinness World Records Gamer's Edition del 2011 si è classificato alla 35ª posizione come personaggio videoludico più famoso. Ai Game Informer si è piazzato al terzo posto come miglior personaggio degli anni 2000 in poi. Nel 2012 GamesRadar+ lo ha posizionato all'ottava posizione come "il personaggio più influente, più cazzuto e più memorabile" nella storia dei videogiochi. GamesRadar lo ha classificato al 4º posto nella lista dei migliori personaggi videoludici di sempre. Nel 2013 la rivista Complex lo ha classificato al 37º posto come miglior personaggio più cazzuto dei videogiochi.